# Рыбный котёл

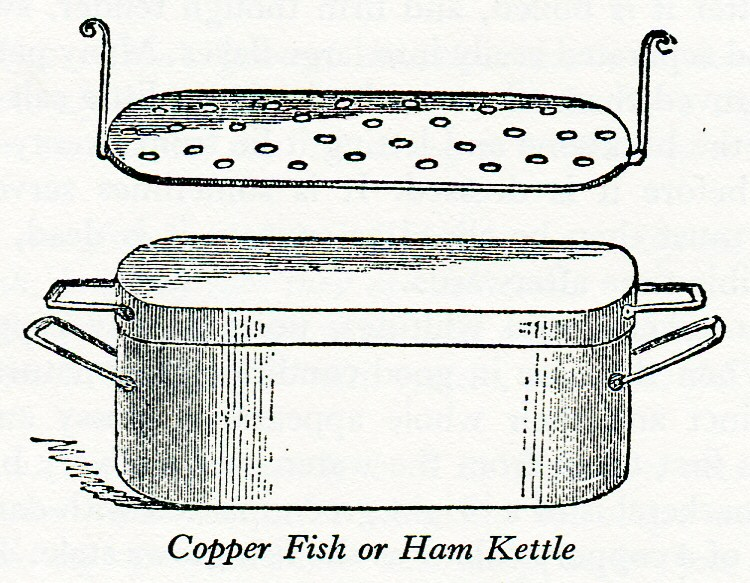
Рыбный котёл с решёткой

Рыбный котёл, рыбоварка — посуда для приготовления крупной цельной рыбы, рыбного филе и звеньев осетровых рыб варкой, пошированием или на пару. Представляет собой котёл удлинённой формы размером до 60 см с крышкой и съёмной решёткой внутри. Решётка или перфорированная металлическая подставка размещается внутри котла на некоторой высоте ото дна и снабжена по торцам выступающими вверх ручками для удобного извлечения из горячего бульона. Рыбу размещают на решётке, иногда привязывая шпагатом или суровыми нитками во избежание деформации в процессе приготовления. На решётке поверхность рыба не перегревается. Рыбу заливают холодной водой и варят, добавляют коренья и приправы и варят при очень слабом кипении. Рыбный котёл пригоден для приготовления фаршированной рыбы.